# 百威广场
百威广场（英語：Parkview Square），位處新加坡橋北路，毗鄰濱海中心，1999年開始興建，2002年完成，是侨福集团旗下的商業大樓。
建築物前方有一金鶴雕像，鶴呈展翅狀，頭指向中國，雕像的基座上刻了一首詩，寫道：

黄鹤楼

故国旧有黄鹤楼

北望神州几千秋

黄鹤展翅飞万里

伟哉狮城见鹤楼

這詩曾出現於電腦遊戲《星海爭霸II：自由之翼》的隱藏訊息之中。

## 圖片集

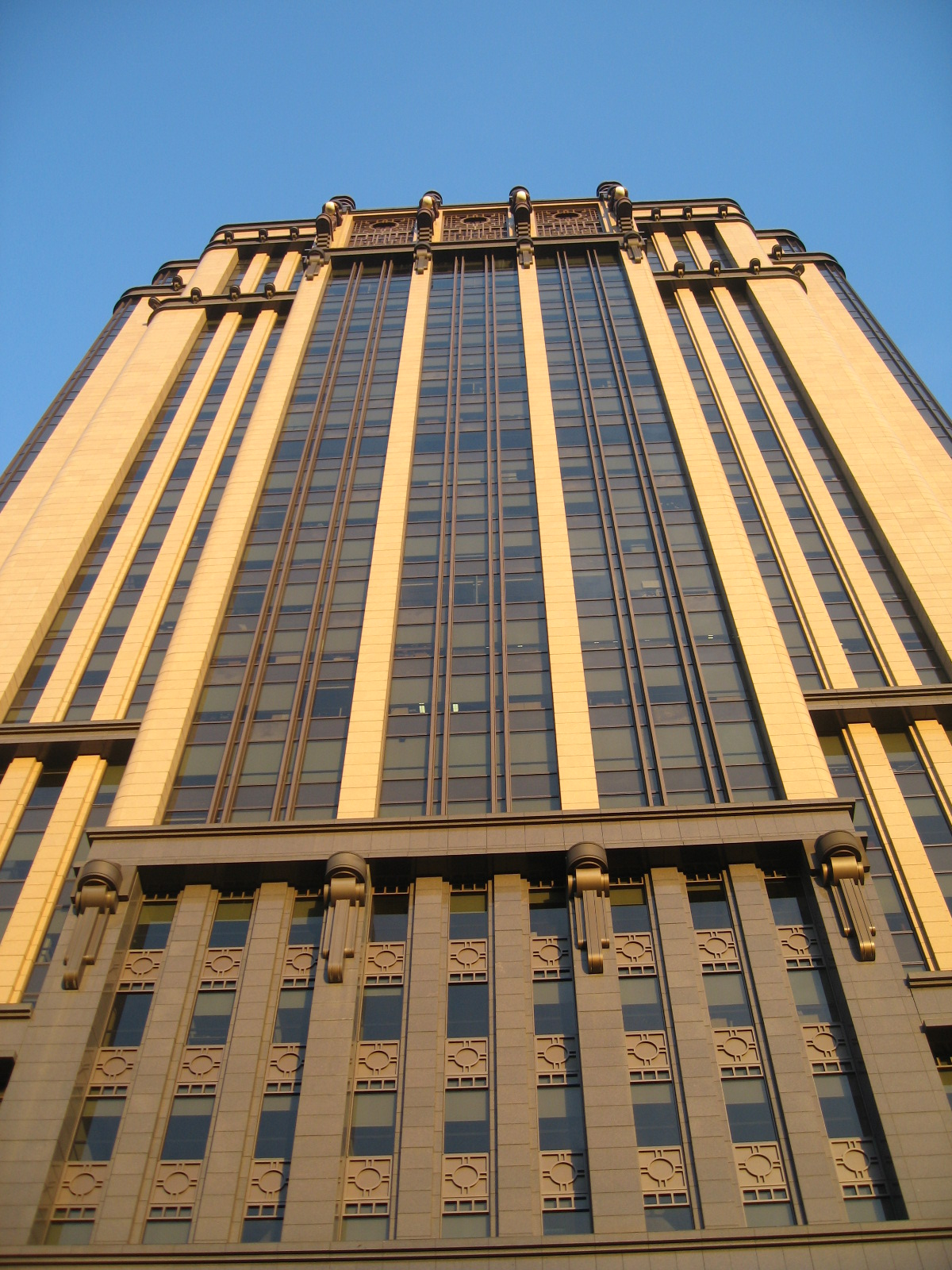
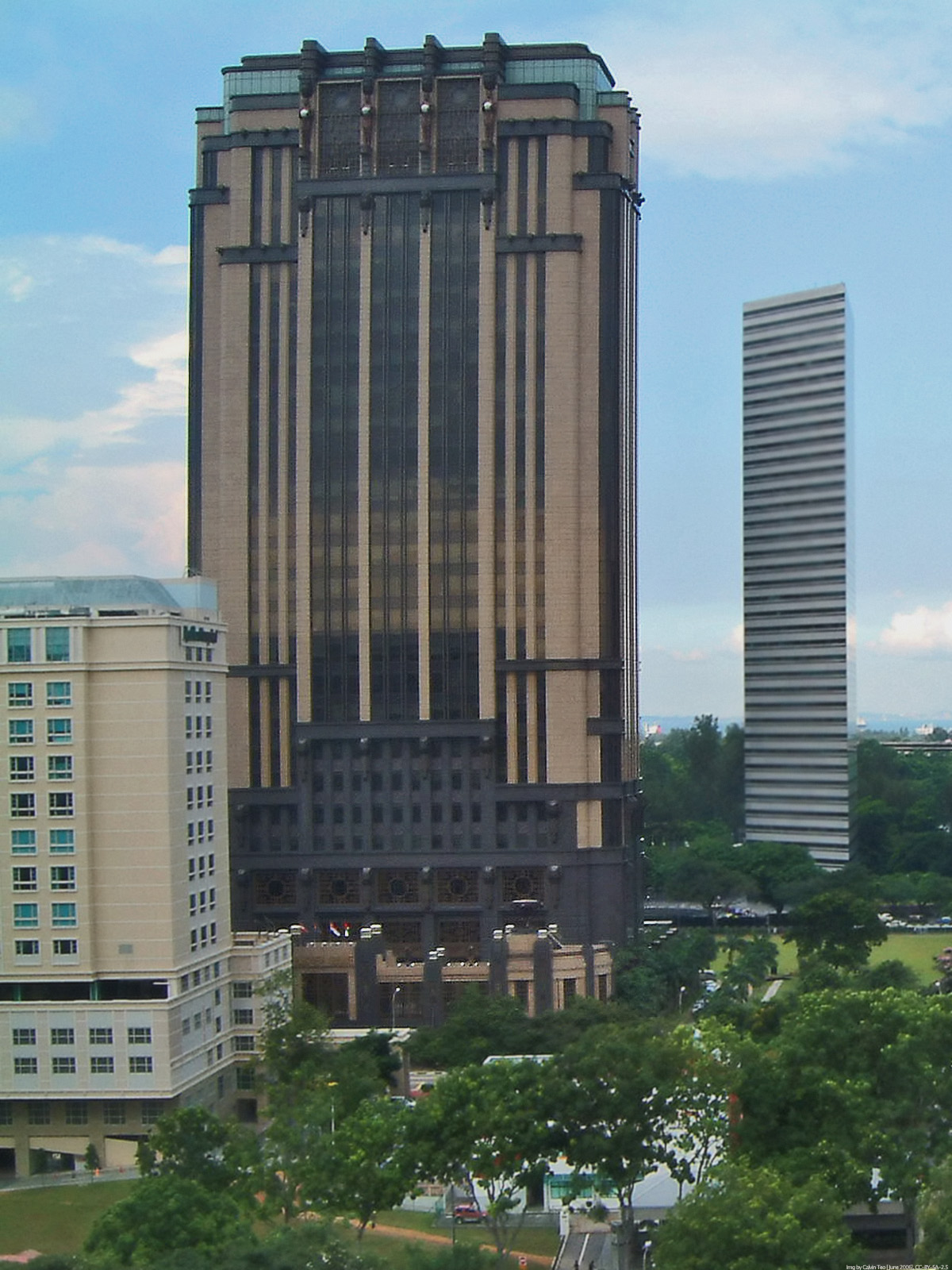
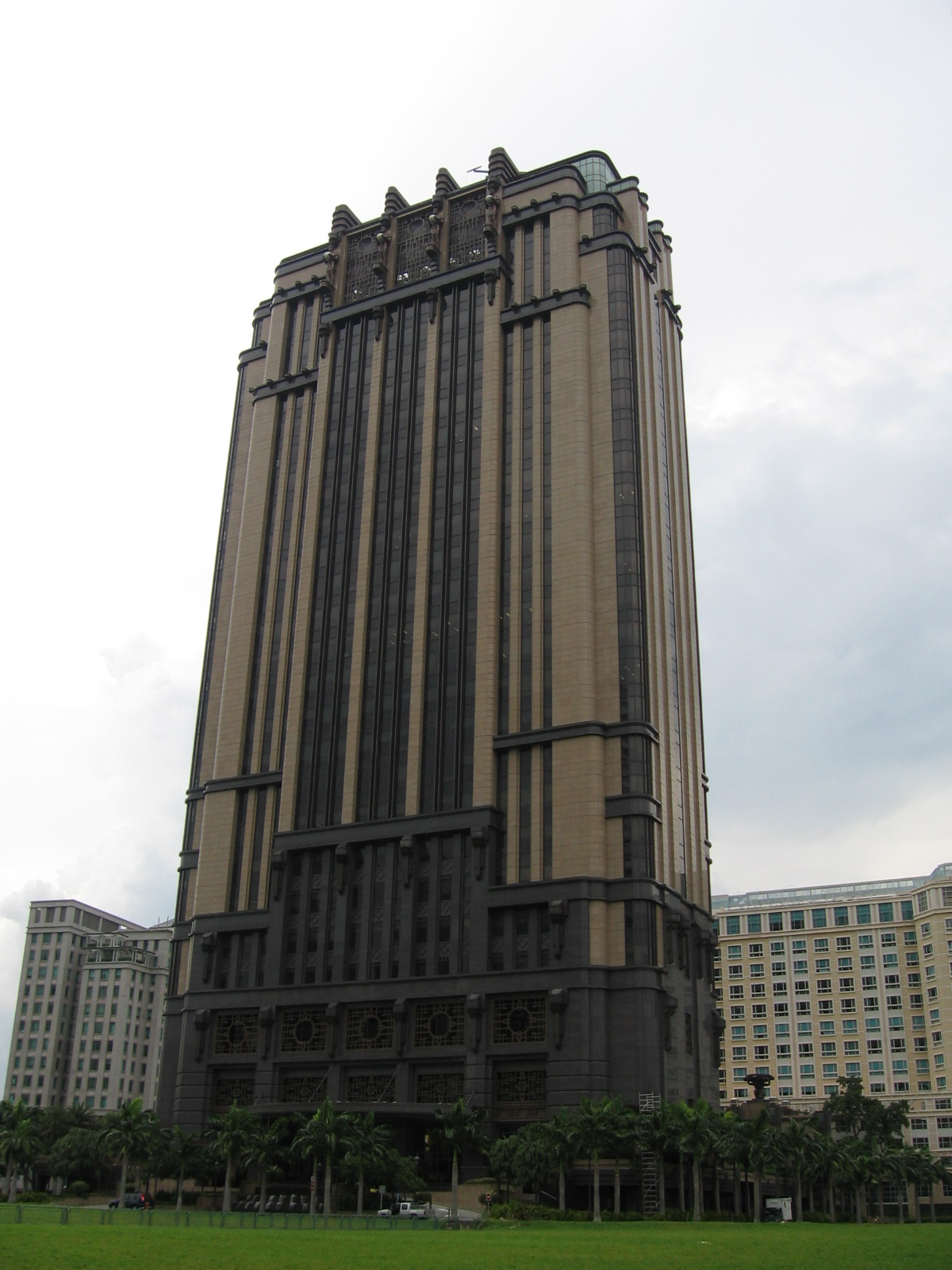
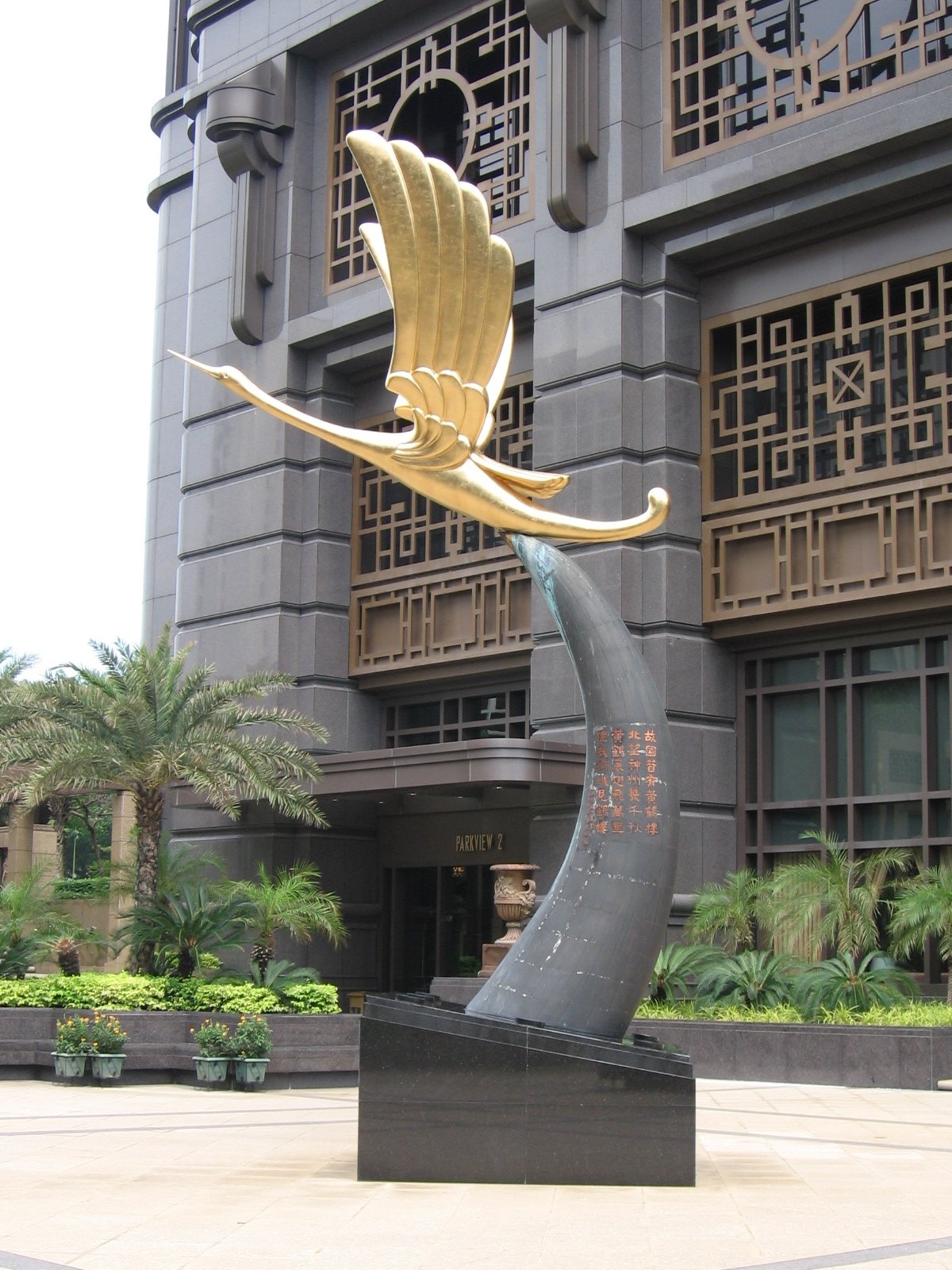